# Samka (coaster)
M/S SAMKA er en coaster af caroliner-typen bygget på A/S H. C. Christensens Staalskibsværft i Marstal i 1956 til en skibsfører i Nørresundby. 
Samka ejes af ”Museumsforeningen til bevarelse af M/S Samka”. Foreningen har adresse hos Marstal Søfartsmuseum, som er en af de institutioner, der står bag foreningen sammen med private. Skibsbevaringsfonden har erklæret SAMKA bevaringsværdigt, som en vigtig del af den danske maritim-historie.

Skibet kan anvendes til festligheder også langs kaj, hvor lastrummet er velegnet til sammenkomster, generalforsamlinger, receptioner, udstillinger o.l. Endvidere kan skibet anvendes til deltagelse i maritime og sociale projekter og til præsentation af virksomheder og andre aktiviteter såsom projektlaster.
Der blev i alt blev bygget 23 af denne type. De lastede ca. 240 tons og mandskabet var normalt skipper og styrmand samt fire mand på dækket (bedstemand, matros, ungmand og dæksdreng. SAMKA er også den ene af de to originale Caroliner-coastere, som stadig er på danske hænder. 
SAMKAS hovedmotor er en B & W ALPHA fra 1956, saltvandskølet to takts dieselmotor med fire cylindre med maskinkraft til 8-9 knob.

## Samkas historie
SAMKA har sejlet med fragt til mange byer via mange ruter. Skibet har eksempelvis sejlet til Norge med både træ og salt, transporteret gipssten til cementfremstilling mellem Danmark og Polen, og sejlet korn, træ og sisal til danske havne. Da SAMKA fungerede som lastskib bestod besætningen af 5 personer: En skipper, en styrmand, to mænd på dækket, og en yngstemand, som også fungerede som kok på skibet.
Den første ejer var Arne Flyvbjerg fra Nørresundby. Skibets gudmor var Flyvbjergs 11-årige datter Ane Mette, hvis initialer indgår i skibets navn sammen med sønnen Svend, hustruen Karna og rederen Arne selv.
1986 blev Samka solgt til Jørn Foss, Rudkøbing. 1992 solgte han den til Erik Nielsen, Marstal. Erik Nielsen sejlede med Samka indtil 1997, hvor han solgte den til "Carolinerforeningen M/S Samka". 2003 blev skibet overtaget af ”Museumsforeningen til bevarelse af M/S SAMKA”.